# Akira Amano
Akira Amano (jap. 天野明 Amano Akira; ur. w 1973 w prefekturze Aichi) – japońska mangarka, znana m.in. z serii Katekyō Hitman Reborn!.

## Życiorys
W 1988 r. otrzymała nagrodę Rookie Division Excellence dla młodych twórców mang za swój debiut oraz 38. Nagrodę Kōdansha Tetsuya Chiba od magazynu Weekly Young Magazine.
Historie tworzone przez Akirę Amano ukazywały się regularnie w Shūkan Young Magazine. W 2003 r. Shūkan Shōnen Jump (wydawnictwo Shūeisha) opublikował wiosną 2003 r. jej nową historię pt.: Bakuhatsu HAWK!!. Została wydana w Red Mal Jump.
Od 26. numeru, który ukazał się 4 kwietnia 2004 r., Shūkan Shōnen Jump wydaje serię Katekyō Hitman Reborn!, a od 2006 r. wersję anime, która została zakończona w 2010 r.
Oprócz anime, historia doczekała się trzech krótkich opowiadań i kilku gier powstałych w oparciu o mangę.

## Twórczość

### Mangi
- Shōnen Spin (1998, Young Magazine)
- The Hot Wind Baseball Legend, Picchan (『熱風野球伝説ぴっちゃん』) (1999, Young Magazine)
- Petit Petit Rabbit (jap. ぷちぷちラビィ Puchi Puchi Rabii) (2000, Young Magazine)
- MONKEY BUSINESS (2002, Young Magazine)
- Bakuhatsu HAWK!! (2003, Red Mal Jump)
- Katekyō Hitman Reborn! (2004, Shūkan Shōnen Jump)

### Powieści
- Katekyō Hitman Reborn! Hidden Bullet (2007, Jump Square)
- 怪物づかいツナ! (2009-2010, V Jump)